# Leszek Kucharski
Leszek Roman Kucharski (ur. 8 lipca 1959 w Gdańsku) – polski tenisista stołowy, dwukrotny olimpijczyk (1988, 1992), medalista mistrzostw świata i mistrzostw Europy, m.in. wicemistrz świata w grze podwójnej (1989), mistrz Europy juniorów w grze pojedynczej (1977).

## Kariera sportowa
Jego matką jest tenisistka stołowa, mistrzyni i reprezentantka Polski Małgorzata Skuratowicz. Zawodnikami byli także jego brat Zbigniew i siostra Małgorzata.
Karierę sportową rozpoczął w zespole Startu Gdynia, następnie występował w MRKS Gdańsk i od 1972 w AZS Gdańsk (początkowo AZS UG, następnie AZS-WSWF i AZS-AWF Gdańsk). Występował też w barwach szwedzkich zespołów BTH Halmstadt (1987-1988) i BTK Record Helsingborg (1989-1990), TSV Heilbronn (1991), a następnie Baildonu Katowice (1991-1992), Euromirexu Radom (1992-1995), AZS Gdańsk (1995-1996), Pogoni Lębork (1996-1998), Olimpii Grudziądz (1999-1999) i Odry Księginice (2000).
W 1971 został pierwszy raz mistrzem Polski młodzików, w 1974 zadebiutował na mistrzostwach Europy juniorów i drugi raz został mistrzem Polski młodzików w grze pojedynczej. W 1976 zdobył brązowy medal mistrzostw Europy juniorów w grze mieszanej (z Jolantą Szatko), w 1977 został mistrzem Europy juniorów i mistrzem Polski juniorów w grze pojedynczej. W tym samym roku debiutował także na mistrzostwach świata seniorów. Pierwszy medal indywidualnych mistrzostw Polski seniorów zdobył w 1976 (brązowy w grze podwójnej razem ze Stefanem Dryszelem), w 1978 został pierwszy raz mistrzem Polski seniorów (w grze podwójnej ze S. Dryszelem i grze mieszanej z J. Szatko). Na mistrzostwach świata seniorów zdobył łącznie trzy medale, na mistrzostwach Europy seniorów cztery medale, na mistrzostwach Polski seniorów w latach 1976–1998 34 medale, w tym 11 złotych. W rankingu światowym najwyżej klasyfikowany był na 11 miejscu. W latach 1994–2003 był trenerem reprezentacji Polski juniorów, w latach 2004-2009 trenerem reprezentacji Polski seniorek.

### Mistrzostwa świata
Na mistrzostwach świata seniorów wystąpił łącznie osiem razy (1977, 1981, 1983, 1985, 1987, 1989, 1991 i 1993) a jego największymi sukcesami było wicemistrzostwo świata w grze podwójnej w 1989 (z Zoranem Kalinicem) oraz brązowe medale w 1985 w turnieju drużynowym (z Andrzejem Grubbą, Stefanem Dryszelem i Andrzejem Jakubowiczem, rezerwowym był Norbert Mnich) oraz w 1987 w grze podwójnej (z A. Grubbą). Ponadto w 1981 i 1991 dochodził do ćwierćfinału w grze podwójnej.

### Mistrzostwa Europy
Na mistrzostwach Europy seniorów wystąpił łącznie osiem razy (1978, 1980, 1982, 1984, 1986, 1988, 1990, 1992), zdobywając cztery medale (1986 - srebro w grze pojedynczej, 1984 - srebro w turnieju drużynowym (z Andrzejem Grubbą, Stefanem Dryszelem i Andrzejem Jakubowiczem, rezerwowym był Piotr Molenda), 1986 - brąz w turnieju drużynowym (z A. Grubbą, S. Dryszelem, A. Jakubowiczem i P. Molendą), 1988 - brąz w grze podwójnej (z A. Grubbą). Ponadto w 1982, 1984, 1986, 1990 i 1992 dochodził do ćwierćfinału w grze podwójnej

### Igrzyska olimpijskie
Dwukrotnie startował na Igrzyskach Olimpijskich, w 1988 zajął 6 m. w grze podwójnej (z Andrzejem Grubbą), w grze pojedynczej odpadł w 1/8, w 1992 odpadł w I rundzie gry podwójnej (z A. Grubbą).

### Inne turnieje
Ponadto czterokrotnie startował w zawodach Pucharu Świata w grze pojedynczej (1985 - 14 m, 1987 - 4 m., 1988 - 9 m., 1989 - 7 m.), dwukrotnie w zawodach Pucharu Świata w grze podwójnej (1990 - półfinał (z A. Grubbą), 1992 - ćwierćfinał (z A. Grubbą). Ośmiokrotnie wystąpił w turnieju Europa Top 12 (1982 - 10 m., 1985 - 11 m., 1986 - 5 m., 1987 - 5 m., 1988 - 4 m., 1989 - 6 m., 1990 - 7 m., 1991 - 11 m.). W 1988 i 1987 zwyciężył w rozgrywkach superligi (z A. Grubbą, S. Dryszelem i J. Szatko).
Był także akademickim mistrzem świata w turnieju drużynowym z 1980 (z A. Grubbą i A. Jakubowiczem) oraz akademickim wicemistrzem świata w turnieju drużynowym ((z A. Grubbą, A. Jakubowiczem i T. Klimkowskim), a w 1985 zdobył razem z AZS AWF Gdańsk Klubowy Puchar Mistrzów (z A. Grubbą i L. Kucharskim).

### Mistrzostwa Polski
Na indywidualnych mistrzostwach Polski seniorów zdobył łącznie 34 medale:
- gra pojedyncza: dwa złote (1980, 1987), osiem srebrnych (1979, 1981, 1985, 1986, 1988, 1989, 1991, 1992) i trzy brązowe (1993, 1994, 1996)
- gra podwójna: sześć złotych (1978 - ze S. Dryszelem, 1979, 1980, 1981, 1984 i 1988 - z A. Grubbą), dwa srebrne (1982, 1996) pięć brązowych (1976, 1985, 1991, 1994, 1998)
- gra mieszana: trzy złote (1978 i 1979 - z J. Szatko, 1989 - z D. Bilską), dwa srebrne (1985, 1996 - drugi z tych medali z J. Szatko-Nowak(!) po 18 latach od pierwszego triumfu na MP), trzy brązowe (1980, 1981, 1995)

### Osiągnięcia trenerskie
W latach 1994–2003 prowadził reprezentację Polski juniorów. M.in. jego zawodnicy dwukrotnie zdobyli mistrzostwo Europy juniorów w turnieju drużynowym (1999 i 2000 - m.in. Daniel Górak, Bartosz Such i Jakub Kosowski), a w 2001 Daniel Górak został mistrzem Europy juniorów indywidualnie i w grze podwójnej.
W 2004 został trenerem reprezentacji Polski juniorek (do 2007) i seniorek (do 2009) zdobywając z nią m.in. brązowy medal mistrzostw świata juniorek w turnieju drużynowym w 2007 (w składzie m.in. Natalia Partyka, Natalia Bąk i Katarzyna Grzybowska) oraz srebrne i brązowe medale mistrzostw Europy juniorek.
W 2001 został "za zasługi w działalności na rzecz rozwoju tenisa stołowego" odznaczony Srebrnym Krzyżem Zasługi (M.P. z 2002, nr 8, poz. 143).